# ملیورا
ملیورا (به انگلیسی: Meliora) سومین آلبوم استودیویی اثر گروه هوی متال سوئدی گست است که در تاریخ ۲۱ اوت ۲۰۱۵ منتشر شد. این آلبوم برای نخستین بار به خوانندگی پاپاامریتوس سوم انجام گرفت.

## فهرست آهنگ‌ها
- تمام آهنگ‌ها توسط "مصنف غول" سروده شده است.

| شماره | نام             | مدت  |
| ----- | --------------- | ---- |
| ۱     | «روح»           | ۵:۱۵ |
| ۲     | «از عرج به فرش» | ۴:۰۲ |
| ۳     | «سیریس»         | ۶:۰۲ |
| ۴     | «اسپکسنیت»      | ۰:۵۶ |
| ۵     | «اوست»          | ۴:۱۳ |
| ۶     | «غبار مومیایی»  | ۴:۰۷ |
| ۷     | «اعلیحضرت»      | ۵:۲۴ |
| ۸     | «کلیسای شیطان»  | ۱:۰۶ |
| ۹     | «برائت»         | ۴:۵۰ |
| ۱۰    | «در غیاب خدا»   | ۵:۳۷ |

## پدیدآورندگان

### گروه
- پاپا امریتوس سوم – آواز
- غول‌های بی نام – گیتار ریتم، گیتار لید، گیتار بیس، کیبورد، درامز

### تهیه‌کنندگان
- کیلز آهلند – تهیه‌کننده
- اندی والاس – میکسینگ